# Katholieke Universiteit Leuven
Katholieke Universiteit Leuven (eller KU Leuven) er et nederlandsksproget universitet i den belgiske by Leuven, hovedstaden i provinsen Vlaams-Brabant.
KU Leuven er det ældste og største universitet i Flandern og i Belgien.. Universitetet har omkring 57.000 studerende (2015) og er det største universitet i Benelux.
KU Leuven har 15 fakulteter og er en del af Coimbragruppen og League of European Research Universities.

## Galleri
- Universitetets segl: Sedes Sapientiae (Visdommens sæde).
- Universiteitshal Naamsestraat
- Universiteitshal (inde i hallen)
- Kruidtuin (botanisk have)
- Orangeriet i botanisk have.
- KU Leuven: slottet Arenberg i Heverlee
- Universitetsbiblioteket om aftenen
- Leuvens Universitetshospital Sint-Pieter

## Internationalt renommé
KU Leuven er de seneste år generelt rangeret som et af de bedste universiteter i Belgien. Universitetet er i top 100 på nogle af de mest indflydelsesrige ranglister.
KU Leuven placering på ranglisterne
| Liste                                           | Placering      |
| ----------------------------------------------- | -------------- |
| CWTS Leiden Ranking                             | 57 (2011)      |
| Times Higher Education World University Ranking | 40 (2016-2017) |
| QS World University Ranking                     | 71 (2018)      |
| ARWU - Shanghai                                 | 93 (2016)      |

## Historie
Katholieke Universiteit Leuven blev grundlagt af Engelbert 1. af Nassau-Dillenburg i 1425. Dermed er universitetet det ældste i Belgien.
Engelbrecht 1. var rådgiver for hertug Anton af Brabant. Engelbrecht var forfader til de senere hollandske statholdere (fra Vilhelm den Tavse (født 1533, død 1584, statholder 1559–1584) til Vilhelm 5. af Oranien (født 1748, død 1806 og arvestatholder 1751-1795)) og til de senere hollandske konger og regerede dronninger (fra Vilhelm 1. af Nederlandene (født 1772, død 1843 og konge 1815-1840) til Willem-Alexander af Nederlandene (født 1967 og konge fra 2013)).  